# 贄氏信
 贄 氏信（にえ うじのぶ、生没年不詳）は、戦国時代 の武士。宝飯郡麻生田の住人。家康の初期からの家来。贄掃部氏信と呼ばれることが多い。

## 略歴
『武徳大成記』によると氏信は桶狭間の戦いの前哨戦である丸根砦での戦いにおいて 先立って砦内に入ったとある。また、痛手を負った松平勢が織田方の飯尾定宗を討ち形勢逆転した際に、氏信と筧正則はこの機会に乗じて砦の門を閉まらないようにした。そこへ左右田正綱をはじめ他の兵士らが押し入り火を放って兵営を焼いた。『寛政重修諸家譜』によると1600年、第二次上田合戦において牧野康成の元で息子の氏政と共に旗奉行を務めたとされる。しかし牧野勢は無許可で城攻めを行い惨敗の結果で終わったため、直接指揮をした氏信の切腹を命じられたが、牧野康成は自ら責を負いこれを拒否した。